# Willem van der Vorm
Willem van der Vorm (IJsselmonde, 6 november 1873 – Rotterdam, 29 april 1957) was een Rotterdamse zakenman en mecenas.

## Leven en werk
Van der Vorm werd in 1873 geboren als zoon van de vlasboer Willem van der Vorm en Maaike Lagendijk. Van der Vorm begon zijn loopbaan bij de American Petroleum Company. In 1900 trad hij in dienst bij de Scheepvaart- en Steenkolenmaatschappij, waarvan hij zes jaar later tot directeur werd benoemd. Hij breidde deze organisatie verder uit door de oprichting van bedrijven in en buiten Nederland. Hij speelde een bepalende rol bij de distributie van kolen uit Engeland naar Duitsland en Nederland. Ook verkreeg hij rechten bij de steenkolenwinning in Nederland door de Domaniale mijn. Hij speelde in 1933 een cruciale rol bij de redding van de Holland-Amerika Lijn en bij de financiering van de bouw van de Nieuw Amsterdam. Hij vervulde vele commissariaten bij bedrijven op het gebied van onder meer de energievoorziening, chemie, mijnbouw en de scheepvaart.
Naast zijn zakelijke activiteiten was Van der Vorm actief op het gebied van de paardensport en de kunst. Hij stimuleerde de ruitersport en redde de manege van Rotterdam door deze naar Kralingen te verplaatsen. Zijn omvangrijke kunstverzameling met werken van schilders van de Haagse School, de School van Barbizon en 17e-eeuwse meesters werd aanvankelijk in een eigen museum ondergebracht, maar werd later, door de Stichting Willem van der Vorm, in bruikleen gegeven aan het Museum Boijmans Van Beuningen. Hij was de drijvende kracht achter de herbouw van de Schotse kerk in Rotterdam, die tijdens de Tweede Wereldoorlog was verwoest.
Van der Vorm bleef ongehuwd. Hij overleed in 1957 in zijn woonplaats Rotterdam. Zijn neef Willy van der Vorm was hem inmiddels opgevolgd bij de HAL. Van der Vorm was ridder in de orde van de Nederlandse Leeuw en commandeur in de orde van Oranje-Nassau.

## De Van der Vormkapel
In Gouda financierde hij de restauratie van de zogenaamde regulierenglazen. Deze gebrandschilderde glazen waren oorspronkelijk afkomstig uit het Regulierenklooster aan de Raam te Gouda. In 1580 werden de zeven, waarschijnlijk in de werkplaats van Dirck Crabeth vervaardigde, glazen verwerkt tot twee glazen in de Sint-Janskerk. Jan Schouten restaureerde vanaf 1927 de oorspronkelijke glazen op basis van de ontwerptekeningen (de zogenaamde cartons), die bewaard waren gebleven. Van der Vorm besloot ook de kapel te financieren, waar de glazen werden geplaatst. Deze kapel, naar een ontwerp van Willem Kromhout, werd gebouwd aan de noordoostzijde van het koor met een directe verbinding naar de kerk, zodat de glazen deel uitmaken van de verzameling gebrandschilderde glazen van deze kerk. De kapel bestemde hij ter nagedachtenis aan zijn moeder Maaike Lagendijk. De kapel kreeg zijn naam, de Van der Vormkapel.

## Trivia
- Willem van der Vorm was een oom van de oma van Paul de Leeuw. Dit ontdekte De Leeuw in een uitzending van Verborgen verleden uit 2022.

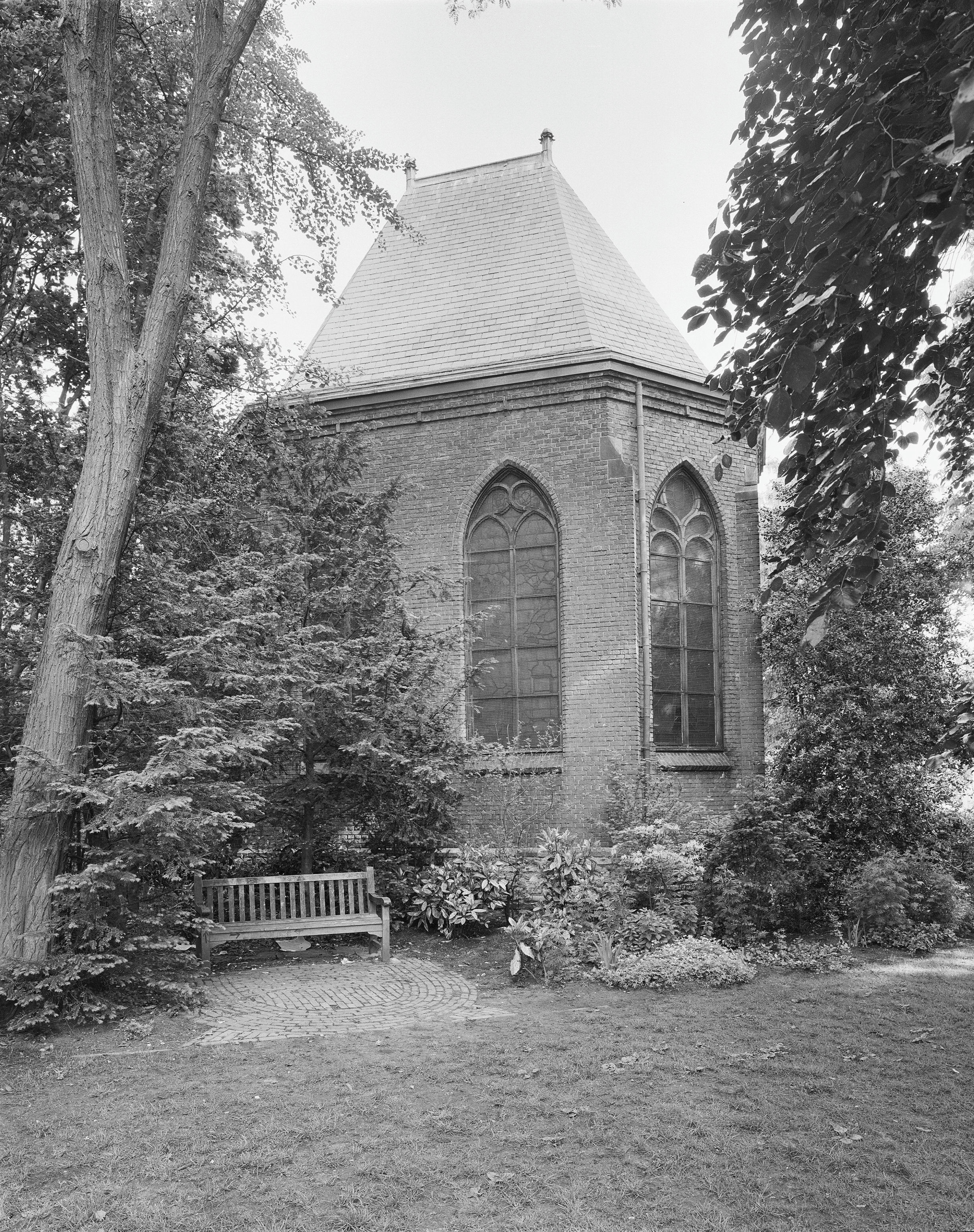
Exterieur van de Van der Vormkapel van de Sint-Janskerk te Gouda
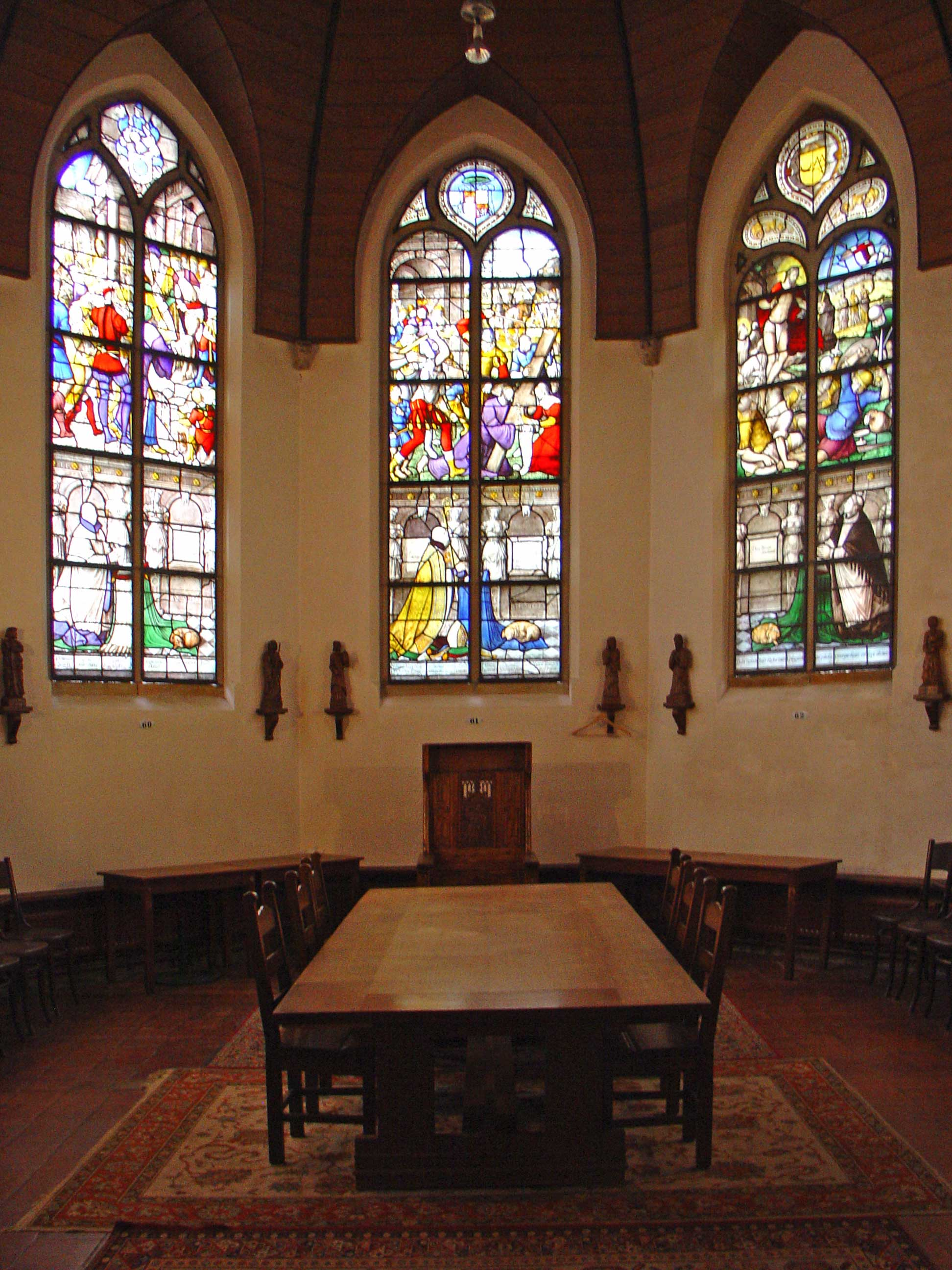
Interieur van de Van der Vormkapel van de Sint-Janskerk te Gouda